# Norman Lamont
Norman Stewart Hughson Lamont, baron Lamont af Lerwick PC (født 8. maj 1942 i 
Lerwick, på hovedøen Mainland, Shetlandsøerne) er en britisk konservativ politiker. Han har haft plads i Underhuset for valgkredsen Kingston upon Thames. Han var Storbritanniens finansminister mellem 1990 og 1993.
1. ↑  Navnet er anført på engelsk og stammer fra Wikidata hvor navnet endnu ikke findes på dansk.
2. ↑  Navnet er anført på engelsk og stammer fra Wikidata hvor navnet endnu ikke findes på dansk.